# Suintila
Suintila (588? – 634/635?) byl vizigótský král Hispánie, Septimánie a Galicie v letech 621–631. Za jeho vlády se mu podařilo sjednotit vizigótské území a ovládnout Pyrenejský poloostrov. Byl synen Rekkareda I. a jeho manželky vizigótské královny Baddo. Jeho bratrem byl generál Geila.
Suintila jako generál na příkaz krále Sisebuta v roce 620 bojoval proti Byzantincům, kteří se na Pyrenejském poloostrově usadili. V následujícím roce byl po smrti Rekkareda II. zvolen králem. Rekkared II. vládl krátce, pouze od února 621, kdy zemřel jeho otec Sisebut.

## Úspěšné tažení
Již jako král porazil Suintila na severu Pyrenejského poloostrova Basky (tehdejší kmen Vaskoniánů), kteří drancovali provincii Tarraconensis. Nad Basky nakonec získal dediticii (bezpodmínečnou kapitulaci). Podmanění Baskové byli donuceni založit město Oligicus, které spolu s městem Vitoria tvořily obrannou linii proti budoucím invazím. Po podmanění severní části Pyrenejského poloostrova se obrátil na jih, aby vyhnal Byzantince, kteří se v 6. století usadili při pobřeží Středozemního moře v pobřežním pásu od města Valencie do Cádizu. Obsazením pobřeží a vyhnáním Byzantinců dokončil územní sjednocení poloostrova pod nadvládu Vizigótů, což byl sen jeho předchůdců. Pod Byzantskou kontrolou zůstala pouze Ceuta a Baleáry. Isidor ze Sevilly zmínil Suintilu, jako prvního krále, který vládl celému poloostrovu. 

## Povstání a exkomunikace
Po úspěšném obsazení poloostrova se Suintila snažil posílit autoritu krále proti vizigótské šlechtě a církvi tím, že jim odebral některá privilegia a zkonfiskoval část majetku. Také se snažil z vizigótské říše udělat dědičnou monarchii a tím zajistit trůn svému synovi Recimirovi. Tyto pokusy vyvolaly protireakci u církve i šlechty, která se začala bouřit.
V roce 631 guvernér provincie Narbonensis Sisenand rozpoutal povstání proti Suintilovi, které se rychle šířilo Pyrenejským poloostrovem. K povstalcům zběhl i Suintilův bratr Geila. Povstalci nakonec se zahraniční podporou franského krále Dagoberta I. z Neustrie Suintilu porazili u bran Zaragozy. Na IV. toledském koncilu v roce 633, kde předsedal biskup Isidor ze Sevilly, byl Suintila exkomunikován a také mu byl zkonfiskován veškerý jeho majetek. Na koncilu byl zároveň legitimním králem Vizigótů zvolen Sisenand. Suintila odešel do kláštera, kde v ústraní v roce 634 nebo 635 zemřel.